# Uzávěr (logika)
Uzávěr (operátor konsekvence) na množině S je v logice funkce {\displaystyle \operatorname {Cn} :P(S)\rightarrow P(S)} splňující podmínky 
- {\displaystyle X\subseteq \operatorname {Cn} (X)}
- {\displaystyle X\subseteq Y\Rightarrow \operatorname {Cn} (X)\subseteq \operatorname {Cn} (Y)}
- {\displaystyle \operatorname {Cn} (X)=\operatorname {Cn(Cn} (X))}

Používá se v algebraické logice k formalizaci konceptu vyplývání, platí tedy
{\displaystyle \operatorname {Cn} (\Gamma )=\{\varphi |\Gamma \vdash \varphi \}{\text{, resp. }}\varphi \in \operatorname {Cn} (\Gamma )\equiv \Gamma \vdash \varphi }
Někdy je vyžadována ještě kompaktnost, tedy
{\displaystyle \operatorname {Cn} (X)=\bigcup \{\operatorname {Cn} (Y)|Y\in P_{\omega }(X)\}}
Množina všech tautologií je {\displaystyle \operatorname {Cn} (\varnothing )}.
T je sporná, pokud {\displaystyle \operatorname {Cn} (T)=S}.
Pevné body funkce Cn se nazývají teoriemi. Bezesporná teorie T je úplná, pokud   {\displaystyle (\forall Q\subseteq S)T\subsetneq Q\Rightarrow \operatorname {Cn} (Q)=S}.